# Voetangelbrug
De Voetangelbrug is een ophaalbrug gelegen in de gemeente Ouder-Amstel over de Waver en is gelegen bij de driesprong van de riviertjes de Holendrecht, Bullewijk en Waver. De brug is gelegen aan de zuidzijde van de Holendrecht en verbindt de Ronde Hoep Oost met de Voetangelweg richting Abcoude. Aan de oostzijde van de brug kan men ook zuidwaarts en via een smal pad komt men dan uit op de Dwarskade die leidt naar Stokkelaarsbrug dat men ook via de Ronde Hoep Oost kan bereiken.  

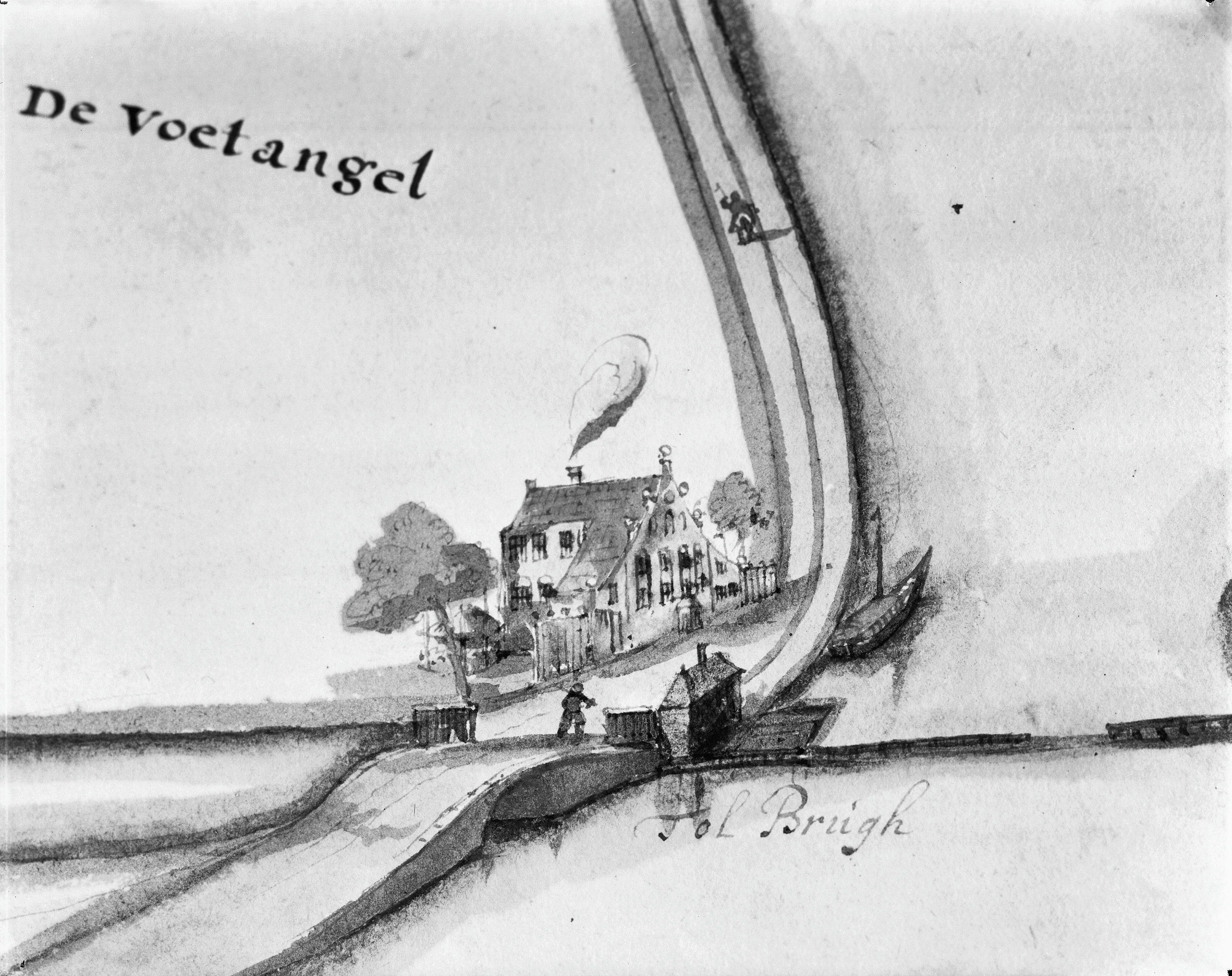
De Voetangel afgebeeld in het kaartboek van het Sint Pietersgasthuis (1650-1718)

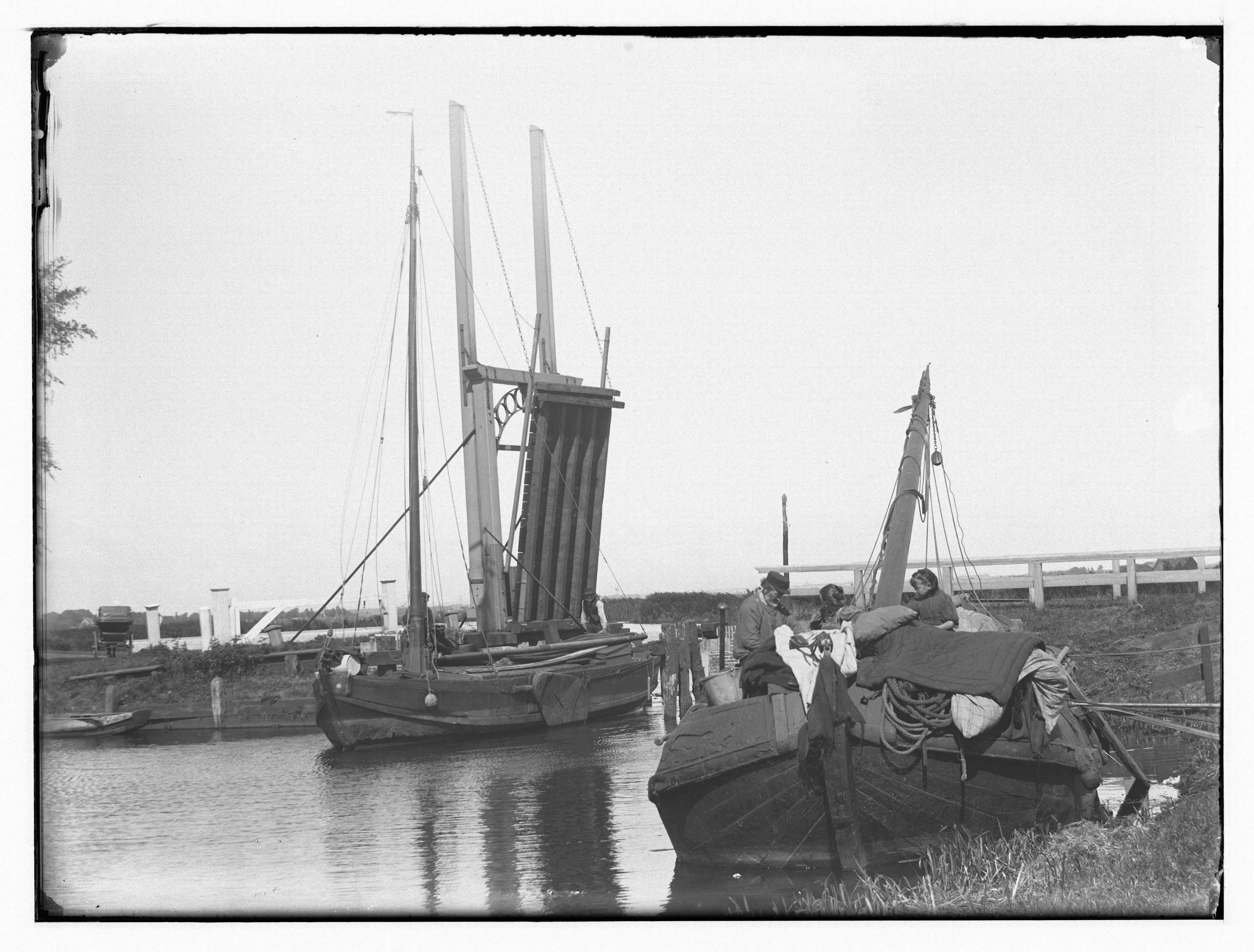
De Voetangel op een foto van Jacob Olie in 1897

Wanneer de eerste brug op deze plaats verscheen is niet precies bekend. Op de oudst bekende kaart van deze omgeving, uit 1555, staat maar één brug aangegeven over de Waver, halverwege het riviertje. Al in 1636 bestond er een kaart getekend door een landmeter uit Amsterdam met de vermelding "Waaverbrugh" ongeveer op de plaats van de huidige brug. Hier werd tol geheven op het Zand en Jaagpad tussen Ouderkerk en Breukelen. Op een kaart uit 1641 staat de brug nog steeds aangegeven maar op een kaart uit 1695 blijkt de brug verdwenen. In 1748 staat de brug echter weer vermeld.
De naam "Voetangel" verwijst naar de gelijknamige vroegere herberg gelegen aan de driesprong, die de vorm heeft van een   voetangel, en sinds 1626 de functie had als Tolgaardershuis voor de trekschuit en paard en wagen op weg naar Amsterdam of Utrecht. Omdat iedereen hier belemmerd werd en moest stoppen om tol te betalen was het ook een "voetangel op de reis" en omdat ook de paarden daar konden worden ververst werd de wachttijd benut met eten of drinken in de gelagkamer, waar ook regelmatig gokfeesten plaatsvonden met als inzet soms hele scheepsladingen.
Tegenwoordig staat op de plaats van de herberg een restaurant en behalve enkele woonhuizen is er rond de brug verder geen bebouwing aanwezig. De brug wordt ter plekke aan de westzijde bediend, heeft alleen aan de oostzijde een handmatig bediende slagboom en heeft een beperkt draagvermogen evenals de smalle weggetjes naast de drie riviertjes.